# William Point (Nowa Szkocja)
William Point – przylądek (point) w kanadyjskiej prowincji Nowa Szkocja, w hrabstwie Colchester (45°43′39″N, 63°18′09″W), wysunięty w zatokę Tatamagouche Bay, na jej południowo-zachodnim brzegu; nazwa urzędowo zatwierdzona 8 czerwca 1966.